# کرم الگانس
کرم الگانس که نام کامل و صحیح آن Caenorhabditis elegans است و نخستین پرسلولی است که نقشه ژنی آن به درستی و کامل ترسیم و در سال ۱۹۹۸ منتشر گردید، گرچه نسخه منتشر شده در اکتبر ۲۰۰۲ کاملاً بی‌عیب و نقص است.

## سیستم عصبی کرم الگانس
سیستم عصبی یک کرم الگانس تشکیل شده از۳۰۲ نورون است و درازای آن تقریباً یک میلی‌متر می‌باشد، از این روی، این کرم یکی از بهترین گزینه‌ها برای مطالعه ژنتیک می‌باشد.

## مغز الگانس در خدمت رباتیک
این کرم خاکی در آزمایشگاه‌های سراسر دنیا مورد بررسی قرار گرفته ولی هم‌اکنون، مغز این کرم در یک رباتِ ساختنی، که به صورت کیت عرضه می‌شود قرار گرفته‌است.
آنچنانکه پروژه OpenWorm می‌گوید، برای شناخت مغز انسان نخست باید به یک سری مسایل ساده‌تر مثل چگونگی مغز کرم‌ها آگاه شد، دانشمندان ابتدا با مهندسی معکوس توسط حسگرهای سخت‌افزاری و نرم‌افزار رایانه‌ای، سیستم عصبی یک کرم را شبیه‌سازی کردند، سپس با پروتکل UDP اطلاعات محیطی را مانند بینی کرم دریافت و به مغز کرم که هم‌اکنون واحد پردازش مرکزی ربات است، انتقال دادند.
حالا این ربات، وقتی با بینی به چیزی برخورد می‌کند می‌ایستد، وقتی بوی غذا را می‌شوند حرکت می‌کند و دیگر یک کرم روانی با حرکات عصبی‌وار و تصادفی نیست. در واقع او به کنش‌های محیطی واکنش طبیعی نشان می‌دهد.
نکته مهم و اساسی در این خبر علمی و ویدیوی منتشر شده مربوط به آن در این است که این ربات، نه برنامه‌ریزی شده، نه به هیچ روش دیگری بجز «مغز کرم» هدایت می‌شود. در واقع دستورهای مغزی کرم بجای ارسال به بدن کرم، به ربات ارسال می‌شود.